# Sojourners Community
Die Sojourners Community ist eine Lebensgemeinschaft, die in den frühen 1970er Jahren von einer Gruppe von Studenten der evangelikalen Trinity Evangelical Divinity School in Deerfield, Illinois, gegründet wurde. Die Gründer hatten den Wunsch, biblisch geprägte Antworten auf die soziale Krise, die für sie besonders mit dem Vietnamkrieg verbunden war, zu finden. Im Herbst 1971 begannen sie mit der Herausgabe The Post American, einer Zeitung, in der das Engagement der Gruppe für eine biblische Ethik, einen christlichen Glauben und den sozialen Wandel zum Ausdruck kamen. Die Sojourners Community ist später durch die sozialen Aktivitäten in Washington, D.C., durch die Zeitschrift Sojourners und durch Reden und Publikationen ihres Gründungsmitglieds Jim Wallis bekannt geworden. Die Zeitschrift hatte 2021 um die 250.000 Abonnenten, und die Website wurde jährlich von etwa 5 Millionen Personen aufgerufen.

## Geschichte
Im Sommer 1971 gründete eine siebenköpfige Studentengruppe der Trinity Evangelical Divinity School unter Führung von Jim Wallis eine Lebensgemeinschaft in Rogers Park in Chicago, um Glauben und Ethik nach biblischem Vorbild zu leben. Bereits 1974 löste sich die Gruppe dort jedoch auf. Die verbliebenen Mitglieder beschlossen, in den innerstädtischen Stadtteil Columbia Heights in Washington D.C. umzuziehen, wo sie sich besser mit städtischen Problemen und nationaler Politik auseinandersetzen konnten. Durch Gütergemeinschaft baute die Gruppe, die sich als Reisende und Gäste auf dieser Welt verstanden, nach und nach Wohnungen und ein Netzwerk von sozialen Hilfsprogrammen für die Nachbarschaft auf. Die Sojourners lebten in diesen Gemeinschaftswohnungen zusammen, teilten sich einen gemeinsamen Haushalt, bildeten eine gottesdienstliche Gemeinschaft, engagierten sich in der Nachbarschaft, organisierten nationale Veranstaltungen im Namen von Frieden und Gerechtigkeit und gaben weiterhin die Zeitschrift Sojourners heraus. Die Sojourners erlebten sowohl Erfolge und Höhepunkte als auch Tiefschläge und Trennungen, wie es für solche Gemeinschaften üblich ist. Als Erbe der Lebensgemeinschaft der Sojourners bleibt die Praktikantengemeinschaft, eine Gruppe von Personen, die als Jahrespraktikanten eingestellt werden und die für dieses Jahr als Teil der Praktikumserfahrung in einer bewussten christlichen Gemeinschaft zusammenleben.
1995 gründeten die Sojourners zusammen mit anderen gleichgesinnten Personen und Organisationen Call to Renewal, um Kirchen und Basisorganisationen in den USA zur Bekämpfung der Armut zu gewinnen. Ab 2006 wurde diese Organisation unter dem Namen Sojourners/Call to Renewal geführt. Im Oktober 2007 wurde die Organisation wieder vollständig in die Sojourners integriert. Armutsbekämpfung bleibt weiterhin ein wichtiges soziales, politisches und rechtliches Anliegen von Sojourners.
Im Jahr 2021, 50 Jahre nach der Gründung, übergab Jim Wallis dem Baptistenpastor Adam Russell Taylor, den er von der Hardvard Kennedy School kennt, die Präsidentschaft der Sojourners.

## Diversity Statement
Aus ihrem Verständnis des biblischen Rufs für soziale Gerechtigkeit haben die Sojourners ein Diversity Statement (deutsch: Erklärung zur Vielfalt) formuliert. Sie betonen darin die Würde, den Wert und die Einzigartigkeit aller Menschen, da sie nach dem Bilde Gottes geschaffen seien (1. Mose 1,27). Sie bekräftigen, dass es im Leib Christi Einheit in Vielfalt und keine Unterscheidung oder Hierarchie nach Rasse, Ethnie, Geschlecht, sexueller Orientierung oder sozialer Identität und wirtschaftlichem Status gebe (Galater 3,28). Persönliche Vorurteile, negative Muster und systemische Unterdrückung seien Sünde, wodurch jede Person geschädigt worden ist (Jakobus 2,1-9). Alle brauchen Vergebung, Versöhnung, Wiederherstellung, Rechenschaft und Heilung durch Christus (2. Korinther 5,16-19). Sie bekämpfen diskriminierendes Verhalten, indem sie Richtlinien schaffen und Praktiken einführen, die tragfähige Beziehungen ermöglichen und fördern. Für Veranstaltungen und Programme suchen sie verschiedene Partner, Teilnehmende und Mitwirkende, insbesondere die, die unterrepräsentiert und an den Rand gedrängt worden sind. Vielfalt und Chancengleichheit heißt für sie, auch Farbige, Frauen und LGBTQ-Personen einzustellen und zu befördern. Durch eine Diversity Task Force und an Schulungen werden Vielfalt und interkulturelle Kompetenz vermittelt und gefördert, damit sinnvolle Beziehungen über Unterschiede hinweg gestärkt werden können. Für Bürgerrechte treten sie ein, um Sicherheit und Würde aller Menschen zu schützen. Die Bibel leitet zu persönlicher, organisatorischer und sozialer Transformation an. Anderen Menschen zuhören hilft, vergangene und gegenwärtige Diskriminierungsmuster zu erkennen und Randständige wahr-, ernst- und aufzunehmen.

## Kritik
Konservative Evangelikale haben die Sojourners Community wegen ihrer Kombination aus strikt evangelikalen Überzeugungen (obwohl die Sojourners Community und das breitere organisatorische Netzwerk seit langem auch Mainline-Protestanten und Katholiken umfasst) und radikalen „sozialen Prioritäten, die in deutlich unterschiedliche Richtungen gehen“, kritisiert. Auch unterscheiden sich die Sojourners von anderen Evangelikalen durch die Verurteilung von Militarismus, Exzessen der Konzerne und der Ausbeutung von Menschen in der Dritten Welt. Ihre Sozialkritik verstehen sie auch als umfassenden Schutz des Lebens von der Wiege bis zur Bahre, sie lehnen sowohl Abtreibung (als Teil einer breiteren Pro-Life-Haltung) ab als auch alle Formen von Krieg, Gewalt und Hunger. Sojourners setzen sich für Frieden, soziale Gerechtigkeit und Dienstleistungen für die Armen ein.